# 34571 Dominicyap
34571 Dominicyap este o planetă minoră (asteroid) din centura de asteroizi. A fost descoperită pe 30 septembrie 2000 la Experimental Test Site⁠(d) de Lincoln Near-Earth Asteroid Research. 
Obiectul prezintă o orbită caracterizată de o semiaxă mare de 2,4653346 UAi, o excentricitate de 0,15, o înclinație de 7,08486 ° în raport cu ecliptica.